# Pantera
Pantera (рус. Пантера) — американская метал-группа из Арлингтона, штат Техас, образованная в 1981 году братьями Эбботтами (гитарист Даймбэг Даррелл и барабанщик Винни Пол). Самый известный состав группы состоял из братьев Эбботтов, а также Рекса Брауна и Фила Ансельмо, которые присоединились к ней в 1982 и 1986 годах соответственно. Группе приписывают развитие и популяризацию грув-метала в 1990-х годах. Pantera, считающаяся одной из самых успешных и влиятельных групп в истории хэви-метала, продала около 20 миллионов копий альбомов по всему миру и получила четыре номинации на премию «Грэмми».
Начав как глэм-метал группа, Pantera в середине 1980-х выпустили три альбома с вокалистом Терри Глэйзом (Metal Magic, Projects in the Jungle и I Am the Night), которые не имели особого коммерческого успеха. В поисках нового и более тяжёлого звучания группа наняла вокалиста Фила Ансельмо в 1986 году и выпустили Power Metal в 1988 году. В следующем году они заключили контракт с крупным лейблом Atco. Их пятый альбом (который группа с тех пор объявила своим официальным дебютным альбомом), вышедший в 1990 году Cowboys from Hell, популяризировал жанр грув-метал, в то время как его продолжение 1992 года, Vulgar Display of Power, имел более тяжёлое звучание и увеличил популярность группы. Последующий седьмой студийный альбом, Far Beyond Driven (1994), дебютировал под номером 1 в Billboard 200.
Напряжённость начала проявляться среди участников когда Ансельмо, страдавший от серьёзных проблем со спиной, вызванных годами интенсивных выступлений на сцене, начал отдаляться от своих товарищей по группе в 1995 году, в конечном итоге пристрастившись к героину из-за проблем с болью (он чуть не умер от передозировки в июле 1996 года). Эта напряжённость привела к тому, что сессии записи для The Great Southern Trendkill (1996) проводились отдельно от него. Сохраняющееся напряжение продолжалось ещё семь лет, в течение которых был записан только один студийный альбом, Reinventing the Steel (2000). Pantera взяли перерыв в 2001 году, но затяжные споры привели к распаду группы в 2003 году. Братья Эбботты создали группу Damageplan, в то время как Ансельмо продолжал работать над несколькими побочными проектами, включая Down, к которому присоединился и Браун.
8 декабря 2004 года Даймбэг Даррелл был застрелен на сцене психически неуравновешенным фанатом во время концерта Damageplan в Колумбусе, штат Огайо. Винни Пол был участником группы Hellyeah после смерти своего брата и умер от сердечной недостаточности в 2018 году, оставив Брауна и Ансельмо единственными выжившими участниками самого известного состава группы. 13 июля 2022 года было объявлено, что Браун и Ансельмо воссоединяются в 2023 году для первого тура группы за 22 года, с Закком Уайлдом и Чарли Бенанте, которые заменят братьев Эбботтов на гитаре и барабанах соответственно. Новый состав отыграл свой первый концерт за 21 год на фестивале Hell and Heaven в Мексике 2 декабря 2022 года, а тур группы продолжится в 2025 году.

## История

### Образование и ранние годы (1981—1986)
Первоначально группа называлась Gemini, затем Eternity, прежде чем окончательно стала Pantera и состояла из Винни Пола Эбботта на барабанах, Даррелла Эбботта на соло-гитаре и Терри Глэйза на ритм-гитаре; состав пополнился ещё двумя участниками, вокалистом Донни Хартом и басистом Томми Д. Брэдфордом. В 1982 году Харт покинул группу, и Глэйз стал ведущим вокалистом группы. Позже Глэйз перестал играть на ритм-гитаре, оставив Даррелла единственным гитаристом. Позже в том же году Брэдфорд также ушел, и его заменил Рекс Браун (тогда известный как Рекс Рокер) на басу.
Pantera стала фаворитом андеграунда, хотя её региональные туры в ту эпоху никогда не выводили группу за пределы Техаса, Оклахомы и Луизианы. Группа начала поддерживать других исполнителей хэви-метала и глэм-метала, таких как Stryper, Dokken и Quiet Riot. Pantera выпустили свой первый студийный альбом, Metal Magic, в 1983 году. Metal Magic был выпущен на одноимённом лейбле группы и спродюсирован отцом братьев Эбботт, Джерри Эбботтом, в Pantego Studios.
В 1984 году Pantera выпустили свой второй студийный альбом, Projects in the Jungle. Хотя альбом по-прежнему представляет собой глэм-метал, участники группы сочинили песни, в которых было меньше мелодических влияний, чем в песнях предыдущего альбома. Ещё одним изменением стало имя Терри Глэйза, поскольку отныне он был известен как «Терренс Ли». Кроме того, в конечном итоге, было создано музыкальное видео на главную композицию альбома, «All Over Tonight». Projects in the Jungle также был выпущен на независимом лейбле Metal Magic Records группы и спродюсирован Джерри Эбботтом.
В 1985 году Pantera выпустили свой третий студийный альбом под названием I Am the Night. Как и в случае с Projects in the Jungle, в этом альбоме звучание Pantera стало тяжелее (хотя по-прежнему уходит корнями в глэм-метал), и хэви-метал пресса обратила на группу больше внимания. Из-за плохого распространения, I Am the Night оказался дорогостоящим альбомом для многих фанатов. Было продано около 25,000 копий альбома. Второе музыкальное видео Pantera было снято на трек «Hot and Heavy». К 1986 году подход Глэйза к глэму не соответствовал развивающемуся стилю группы, и его пути с другими участниками разошлись.

### Приход Ансельмо (1986—1989)
Pantera начала поиски замены Глэйзу и сначала прослушала Мэтта Л’Амура, который был похож на Дэвида Ковердэйла. Зимой 1986 года он отыграл с группой несколько концертов в Лос-Анджелесе, но стало очевидно, что Л’Амур не может взять те высокие ноты, на которые был способен Глэйз. В совокупности с его отсутствием на сцене это означало, что Pantera могли исполнять только кавер-версии различных песен, что привело к уходу Л’Амура. Затем Pantera прослушали уроженца Эль-Пасо, Рика Митиасина, который позже пел в Steel Prophet и Agent Steel. Однако, Митиасин не смог адаптироваться к южной культуре других участников, что привели к тому, что его пребывание в группе было ещё короче, чем у Л’Амура. Бывший школьный товарищ братьев Эбботтов, Дэвид Пикок из группы Forced Entry (которая поддержала Warlock), присоединился к группе в качестве ведущего вокалиста весной 1986 года, но, несмотря на то, что Pantera выполнили большую часть работы над своим четвёртым альбомом летом с Дэвидом, Рекс и Эбботты поняли, что его голос неподходящий для того музыкального направления, о котором мечтала Pantera. К концу года Pantera даже вернули первоначальнового фронтмена Донни Харта, но сам Харт знал, что он не тот человек, которого искала группа, и Джерри Эбботт был вынужден его уволить.
В 1986 году уроженец Нового Орлеана, Фил Ансельмо, узнал, что Pantera ищут нового вокалиста. В конце года они пригласили его на прослушивание, и восемнадцатилетний Ансельмо был нанят в качестве нового вокалиста без промедления. Ранее Ансельмо был вокалистом групп Samhain (не путать с одноимённой группой Гленна Данцига) и Razor White. Поиграв с Pantera, Ансельмо сразу же сошёлся с другими участниками. В 1986 и 1987 годах было выпущено несколько знаковых трэш-метал альбомов, которые окажут влияние на развивающийся музыкальный стиль Pantera. Среди наиболее известных из них были Master of Puppets от Metallica, Reign in Blood от Slayer, Among the Living от Anthrax, Peace Sells… but Who’s Buying? от Megadeth. Когда Ансельмо присоединился к группе, он приносил с собой свои микстейпы и исполнял материал таких групп, как Exhorder, Slayer и Rigor Mortis, с другими участниками группы.
В 1988 году с Ансельмо в качестве нового вокалиста Pantera выпустили свой четвёртый студийный альбом под названием Power Metal. Как и предыдущие три альбома Pantera, был выпущен лейблом Metal Magic Records, но продемонстрировал изменения в их звучании. Безусловно, самый тяжёлый альбом группы на данный момент, Power Metal имел мало общего с самим пауэр-металом, но представлял собой смесь глэм-метала 1980-х и трэш-метала, иногда смешивая оба стиля в одной песне. Новый звуковой подход группы дополняли более жёсткий вокал Ансельмо по сравнению с вокалом Терри Глэйза. После выпуска Power Metal участники группы решили серьёзно пересмотреть свой имидж и звучание в стиле глэм-метал. Говоря о внешности группы в спандексе, Винни Пол заметил на собрании группы, что «эта волшебная одежда не воспроизводит музыку, это делаем мы. Давайте просто выйдем на улицу и будем чувствовать себя комфортно, в джинсах, футболке, в чём угодно, и посмотрим, к чему это приведёт.» Позже участники группы больше не признавали свои независимые релизы, включая Power Metal, поскольку они создали новое, более тяжёлое звучание в стиле грув-метал. Их четыре независимых альбома не указаны на официальном сайте группы, и их стало трудно найти для коллекционирования.
После выпуска альбома Power Metal Даррелл Эбботт был приглашён на вакантное место гитариста в составе Megadeth, но он стал настаивать на том, чтобы и его брата — Винни Пола — тоже взяли в группу. Так как лидер Megadeth Дэйв Мастейн уже договорился с Ником Менца, Даррелл отклонил это предложение (в итоге на него согласился Марти Фридман).

### Cowboys from Hellи выход в мейнстрим (1989—1991)
Братья Эбботты переориентировали своё внимание на Pantera, и в 1989 году им был дан первый шанс добиться коммерческого успеха. В том же году группа завязала отношения с Уолтером О’Брайеном из Concrete Management (подразделения управления Concrete Marketing), который оставался их менеджером до тех пор, пока они не распались в 2003 году.
После того, как уже «28 раз отказали все крупные лейблы на Земле», представители Atco Records, Марк Росс и Стивенсон Эухенио, были приглашены своим боссом, Дереком Шульманом, который был заинтересован в подписании контракта с Pantera, посмотрев выступление группы в Техасе. Росс был настолько впечатлён выступлением группы, что в тот вечер позвонил своему боссу и предложил подписать контракт с лейблом. По итогу, в конце 1989 года группа записала свой дебютный альбом на крупном лейбле в Pantego Studios и наняла Терри Дэйта для его продюсирования, во многом, из-за его работы с Soundgarden, Metal Church и Overkill, последний альбом которых на тот момент, The Years of Decay, был одним из источников вдохновения для перехода Pantera от глэма/традиционного хэви-метала к трэшу/грув-металу, а также гитарного тона Даймонда Даррелла в альбоме.
В поисках своего первого большого прорыва Pantera выпустили свой пятый студийный альбом под названием Cowboys from Hell 24 июля 1990 года, который был спродюсирован Pantera и Date. На этом концерте Pantera продемонстрировали более экстремальный стиль, оставив позади влияние глэм-метала в пользу среднетемпового трэш-метала, получившего от группы название «пауэр-грув» (грув-метал). Хотя Ансельмо по-прежнему был под влиянием Роба Хэлфорда, он также выбрал более резкую подачу. Более сложные гитарные соло и риффы Даррелла, наряду с более быстрой игрой на ударных его брата, были свидетельством крайней трансформации группы. Альбом ознаменовал переломный момент в истории группы. Многие фанаты и сама группа назвали Cowboys from Hell «официальным» дебютом Pantera. Cowboys from Hell включил в себя трек «Cemetery Gates», задумчивую семиминутную пьесу, посвящённую смерти и религии, и заглавный трек, который дал участникам группы их прозвище и подтвердил их хриплую индивидуальность и стиль.
Чтобы продвинуть альбом, Pantera отправились в тур, выступая на разогреве у трэш-групп Exodus и Suicidal Tendencies. В 1991 году Хэлфорд выступил с группой на сцене, что привело Pantera (вместе с Annihilator) к их первому концерту в Европе, на разогрев для Judas Priest. Кроме того, Хэлфорд сотрудничал с Pantera над песней «Light Comes Out of Black», которая вошла в саундтрек к фильму «Баффи — истребительница вампиров». Pantera также выступали на разогреве у других групп, таких как Sepultura, Fates Warning, Prong, Mind Over Four и Morbid Angel, и были хедлайнерами тура по Северной Америке с Wrathchild America. В конце концов группа получила контракт на выступление на фестивале Monsters of Rock в Москве с AC/DC и Metallica в сентябре 1991 года, где они сыграли перед аудиторией более 500,000 человек, чтобы отпраздновать новую свободу исполнения западной музыки в СССР незадолго до его распада тремя месяцами позже. Группу часто можно было встретить в далласском клубе Basement, где группа снимала видеоклипы на «Cowboys from Hell» и «Psycho Holiday». В сборник домашнего видео Pantera 2006 года, 3 Vulgar Videos from Hell, представлены исполнения песен «Primal Concrete Sledge», «Cowboys from Hell», «Domination» и «Psycho Holiday» с шоу в Москве.

### Vulgar Display of PowerиFar Beyond Driven(1991—1995)
Уникальный грув-метал-стиль Pantera окончательно сформировался в альбоме Vulgar Display of Power, записанный в 1991 году и изданный 25 февраля 1992 года. На нём фальцет в стиле спид-метал окончательно сменился на грубый кричащий вокал с хардкорным влиянием, а звук гитар стал ещё более тяжёлым, прочно закрепив популярность группы как в мейнстриме, так и среди фанатов андеграундной сцены. Два сингла из альбома, «This Love», песня о похоти и насилии и «Hollow», песня, чем-то напоминающая «Cemetery Gates» из предыдущего альбома. Синглы с Vulgar Display of Power также получили значительное распространение на радио, как и сопутствующие музыкальные клипы на MTV. «Walk» стала одной из самых популярных песен группы и появилась в UK Singles Chart, достигнув 35-й позиции. Сам альбом вошел в американские чарты под номером 44. Pantera снова отправились в тур, впервые посетив Японию в июле 1992 года, а позже выступив на фестивале Monsters of Rock, совместно с Iron Maiden и Black Sabbath в Италии. В это время Даррелл Эботт сменил свой псевдоним с «Даймонд Даррел» на «Даймбэг Даррел», а Рекс Браун в свою очередь отказался от прозвища «Рекс Рокер».
В марте 1994 года вышел новый альбом группы, получивший название Far Beyond Driven, и тут же возглавил чарты как в США, так и в Австралии. Сингл «I’m Broken» стал первым в истории группы, получившим номинацию на «Грэмми» (в категории «лучшее метал-исполнение» в 1995 году). «Planet Caravan», кавер-версия песни Black Sabbath, появившаяся на Far Beyond Driven, стала первым синглом группы, попавшим в чарты США, достигнув 21-й строчки в Mainstream Rock Chart. Альбом продолжил развитие группы в грув-метале и стал ещё более тяжелым по звучанию. Оригинальное оформление альбома (сверло, протыкающее анус) было запрещено, поэтому его переиздали со знакомым черепом, проткнутым сверлом. Ограниченное издание было выпущено в футляре с откидной крышкой. Кроме того, в Австралии и Новой Зеландии был выпущен бокс-сет под названием Driven Down Under Tour '94 Souvenir Collection, приуроченный к гастролям там. На нём были представлены Far Beyond Driven (с оригинальным запрещённым оформлением), бонусный тринадцатый трек «The Badge» (кавер-версия песни группы Poison Idea), пятидорожечный мини-альбом Alive and Enemy и японское коллекционное издание мини-альбома Walk, все они представлены в специальной картонной коробке с восьмистраничной цветной биографией.
Pantera снова начали гастролировать, начав с Южной Америки, а также выступили на фестивале Monsters of Rock. В конце июня Ансельмо было предъявлено обвинение в нападении на охранника после того, как он помешал фанатам выйти на сцену. Ансельмо был освобождён под залог в 5000 долларов на следующий день. Судебное разбирательство откладывалось три раза. В мае 1995 года он извинился в суде и признал себя виновным в попытке нападения, за что был приговорён к 100 часам общественных работ. Pantera продолжили свой тур по Великобритании в 1994 году и, в конечном итоге, завершили его в США, где группу разогревали Prong.

### The Great Southern Trendkillи напряжённость в группе (1995—1999)
По словам братьев Эбботтов, Ансельмо начал вести себя странно и дистанцировался от группы, когда они вернулись на гастроли в 1995 году. Остальные участники группы сначала подумали, что восприятие Pantera своей славы дошло до Ансельмо, но он сослался на боли в спине, вызванные годами интенсивных выступлений, как на причину своего непредсказуемого поведения. Ансельмо пытался облегчить свою боль с помощью алкоголя, но это, по его признанию, влияло на его выступления и «вселяло некоторое беспокойство в группу.» Врачи предсказывали, что с помощью операции проблему со спиной Ансельмо можно было бы исправить, но восстановление могло занять намного больше времени, чем раньше. Не желая проводить так много времени вдали от группы, Ансельмо отказался и начал употреблять героин в качестве обезболивающего.
За это время выступления Ансельмо на сцене приобрели дурную славу. Заявив на концерте в Монреале, что «рэп-музыка пропагандирует убийство белых людей», Ансельмо отверг обвинения в расизме, а позже принес извинения, заявив, что он был пьян и что его замечания были ошибкой. В 1995 году супергруппа Down, один из многих побочных проектов Ансельмо, оправдала ожидания. Их дебют в 1995 году, NOLA, имел успех, но вскоре после этого участники группы вернулись в свои группы, оставив Down бездействующими на несколько лет.
Следующий альбом Pantera, The Great Southern Trendkill был издан 7 мая 1996 года и часто считается их «пропущенным» альбомом. Фил Ансельмо делал запись вокала в студии Трента Резнора (лидера группы Nine Inch Nails) в Новом Орлеане, в то время как другие её участники записывались в Далласе, что свидетельствовало о непрекращающемся отдалении между фронтменом и остальными музыкантами группы. В сравнении с предыдущими релизами группы, вокал стал звучать тяжелее и даже демонически. Тема наркомании одна из ведущих в альбоме и примерами этому служат такие песни как «Suicide Note Pt. I», «Suicide Note Pt. II», «10’s» и «Living Through Me (Hell’s Wrath)». Единственный видеоклип альбома снят на песню «Drag the Waters». Другой сингл из альбома, «Floods», получил признание во многом благодаря сложному гитарному соло Даррелла в песне, которое оказалось на 15-й позиции в списке «100 величайших соло всех времен» по версии журнала Guitar World.
13 июля 1996 года, во время их тура с Eyehategod и White Zombie, у Ансельмо случилась передозировка героином через час после концерта в Техасе по случаю возвращения домой. После остановки сердца прошло более пяти минут. Медики сделали Филу укол адреналина и госпитализировали. После того как он очнулся, медсестра, находившаяся в палате, сказала: «С возвращением с того света. У вас была передозировка героина.» На следующий вечер Ансельмо извинился перед своими музыкантами, заявив, что завяжет с наркотиками. Случившееся повергло в шок Винни и Даррела, которые, по словам Риты Хэйни, подруги Даррела, были в замешательстве от поступка Фила. Ансельмо сказал, что после этого у него дважды случались рецидивы, и его охватило чувство вины.
Некоторые из выступлений группы были скомпилированы 29 июля 1997 года на сборнике Official Live: 101 Proof, который включил в себя 14 песен, записанных на концертах, и две новые песни, записанные в студии: «Where You Come From» и «I Can’t Hide». За две недели до выхода этого альбома диск Cowboys from Hell получил статус платинового. Через четыре месяца Vulgar Display of Power и Far Beyond Driven также стали платиновыми. Кроме того, группа второй и третий раз была номинирована на «Грэмми» в категории «лучшее метал-исполнение» за песни «Suicide Note Pt. I» и «Cemetery Gates» (в 1997 и 1998 годах соответственно). Выпуск их видео, 3 Watch It Go, принёс им награду Metal Edge Readers' Choice Award 1997 года, когда оно было признано «лучшей видеокассетой».
Также в 1997 году Pantera выступила на главной сцене фестиваля Ozzfest вместе с Оззи Осборном, Black Sabbath, Marilyn Manson, Type O Negative, Fear Factory, Machine Head и Powerman 5000. Группа играла в ходе турне «1998 UK Ozzfest» на одной сцене с Black Sabbath, Оззи Осборном, Foo Fighters, Slayer, Soulfly, Fear Factory и Therapy?, также гастролировала с Clutch и Neurosis.

### Побочные проекты,Reinventing the Steelи распад (1999—2003)
В это же время Ансельмо заинтересовался ещё более экстремальными направлениями метала и взял себе псевдоним «Антон Кроули», представлявший собой смесь имен основателя Церкви Сатаны Антона Лавея и известного оккультиста Алистера Кроули. В частности, он играл на гитаре в альбоме Holocausto de la Morte (1999) одного из пионеров дэт-метал — группы Necrophagia, воссозданной в 1997 году. Также он временно присоединился к блэк-метал-супергруппе Eibon, записав с ними альбом 2000 года. Ещё одним из проектов Ансельмо «Антона Кроули» стала блэк-метал-группа Viking Crown. Братья Эботт и Рэкс Браун в это же время создали свой собственный хэви-метал/кантри кроссовер проект, Rebel Meets Rebel вместе с Дэвидом Алланом Коу.
В 1999 музыканты Pantera написали гимн хоккейной НХЛ команде Даллас Старз для финала Кубка Стенли 1999 года. За время этого сезона они подружились с членами этой команды.
14 марта 2000 года вышел последний альбом группы, Reinventing the Steel. Альбом достиг 4 строчки в чарте Billboard, 5 строчки в чарте «Top Internet Albums» и 8 строчки канадских чартов. В композиции «Goddamn Electric» (рус. Чертовски Электрическая) прозвучало гитарное соло сыгранное Керри Кингом, оно было записано за один дубль во время участия группы Кинга Slayer в фестивале Ozzfest в Далласе. «Revolution Is My Name» стала четвёртой песней группы номинированой на грэмми за Best Metal Performance в 2001 году.
В 2000, Pantera играли на главной сцене Ozzfest вместе с Ozzy Osbourne, Godsmack, Static-X, Methods of Mayhem, Incubus, P.O.D., Black Label Society, Queens of the Stone Age, и Apartment 26. В ноябре 2000 года отменила свой тур из-за неудачного падения Ансельмо на сцене, в результате которого он повредил ребро.
Группа снова отправилась в тур и посетила США, Канаду, Южную Корею, Австралию и Европу. Тур по Европе выдался коротким из-за атак 11 сентября 2001 года. Музыканты были вынуждены задержаться на 6 дней в Дублине, в результате чего все последующие концерты и перелеты были отменены. Свой последний концерт группа отыграла 28 августа 2001 года в Йокогаме, Япония, на фестивале «Beast Feast». Это был последний раз, когда музыканты выступали вместе. Вернувшись домой, участники группы планировали издать четвёртое домашнее видео летом 2002 и записать очередной студийный альбом в том же году, но этому не суждено было случиться. Ссылаясь на события 11 сентября 2001 года и на постоянную боль в спине, Ансельмо попросил прервать мировое турне.
Однако Ансельмо снова занялся своими сайд-проектами. В марте 2002 года Down издали их второй студийный альбом, Down II: A Bustle in Your Hedgerow, на котором играл Рекс Браун заменивший бас-гитариста Todd Strange в 1999. Также в мае того же года группа Ансельмо Superjoint Ritual издала свой дебютный альбом, Use Once and Destroy. Винни Пол заявил что Ансельмо сказал ему, что он возьмет себе год отпуска после событий 11 сентября 2001, но Ансельмо путешествующий в турах и записывающий песни в обоих Superjoint Ritual и Down проектах отрицал это. Братья Эбботт были раздосадованы и некоторое время выжидали, предполагая возвращение Фила. Но, по утверждению Ансельмо, перерыв от Pantera был «взаимным» между всеми участниками группы.
Группа официально распалась в 2003 когда братья Эббот заявили, что Ансельмо покинул группу и не собирается возвращаться. В результате чего, не по своей воле, братья Эбботы были вынуждены выйти из состава группы, которую сами же создали. 23 сентября того же года был издан сборник The Best of Pantera: Far Beyond the Great Southern Cowboys' Vulgar Hits!. Разрыв внутри группы не был дружелюбен и война между участниками велась через музыкальную прессу. Братья Эботт утверждали, что они неоднократно звонили Филу по телефону и пытались уговорить его возобновить деятельность группы, но Ансельмо утверждал: они никогда не делали этого. Рекс был пойман меж двух огней и позже высказался в стиле : «Тогда было много дурацкого трёпа по поводу того, кто что кому сказал, мне это казалось глупостью и я не хотел влезать». Тем не менее, Рекс вошел в состав Down, группы Ансельмо. Что явилось причиной — недопонимание или нежелание сотрудничать — доподлинно неизвестно, но очевидно, что нежелание воссоединения исходило прежде всего от Фила. В интервью журналу «Metal Hammer» в 2004 году Ансельмо довольно резко высказался в адрес Даррела: «Даймбег заслуживает серьёзной трепки». Позже Ансельмо заявил что этот комментарий был неискренним и случайным. Это объяснение вскоре упростил Винни Пол, который сказал, что вскоре после убийства его брата в 2004 году он лично слушал аудиозаписи интервью и что Ансельмо не искривляли или перевирали, но он говорил именно те слова, которые появились в статье в интервью, слово в слово.
В июле 2004, Vulgar Display of Power стал двойной-платиной и The Great Southern Trendkill стал платиновым в следующем месяце.

### Damageplan, убийство Даррелла и последствия (2004—2021)
После распада Pantera братья Эбботт основали новую группу, Damageplan, вместе с вокалистом Патриком «Пэтом» Лэхманом (англ. Patrick «Pat» Lachman) и бас-гитаристом Бобом Зилла (англ. Bob Zilla).
Группа издала свой первый альбом New Found Power в феврале 2004 года. Альбом имел коммерческий успех: более 44 тысяч копий было продано за первую неделю, а за год было продано 100 тысяч копий. Но лишь немногие фаны считали, что музыка Damageplan оправдывает распад Pantera. На выступления Damageplan, фанаты приходили с плакатами — «Нам нужна Pantera», «Pantera № 1».
Во время выступления группы 8 декабря 2004 года, в день смерти Джона Леннона, в Alrosa Villa в Колумбусе (Огайо) Даймбэг Даррелл был застрелен прямо на сцене. Убийцей был бывший морской пехотинец Натан Гейл: он запрыгнул на сцену и начал стрелять из пистолета, убил Даррелла, когда группа только начала играть первую песню. Затем он направил пистолет в зрительный зал и застрелил Натана Брея (23 года), телохранителя группы Джеффа Томпсона (40 лет) и работницу клуба Эрин Хок (29 лет). Сам Гейл вскоре был убит полицейским Джеймсом Ниггемейером, пока держал заложника. Также были ранены техник группы Джон «Кэт» Брукс и тур-менеджер группы Крис Палуска.
На следующей неделе Ансельмо вылетел в Даллас, чтобы посетить похороны Даймбега, и ждал пять дней в гостинице сообщений от Винни Пола. Ансельмо говорит, что он звонил ударнику и всем, кому мог, множество раз. Рита Хэйни (англ. Rita Haney), девушка Даррела, ответила на один из звонков Ансельмо и сказала, что она «разнесёт ему башку», если Ансельмо придёт на похороны.
Публичные комментарии, сделанные Ансельмо после убийства Даррела, свидетельствовали о том, что он рассматривает воссоединение группы. Но спустя год после убийства, Винни сказал в интервью, что воссоединение никогда не должно было случиться.
Когда в интервью Crave Music спросили, была ли хоть какая-то возможность урегулировать конфликт с Ансельмо, Винни Пол ответил «Абсолютно нет. Это всё». С того времени бывший ударник Pantera начал играть в Hellyeah, супергруппе, состоящей из участников Mudvayne и Nothingface. Ансельмо и Браун воссоединили Down и сопровождали Heaven and Hell и Megadeth в их туре по Канаде в 2007.
17 мая 2007 года на Голливудской аллее рока был установлен бронзовый бюст Даймбэга Даррелла.
22 июня 2018 года Billboard.com сообщил о том, что Винни Пол умер в возрасте 54 лет, став таким образом вторым умершим участником-основателем Pantera (после своего брата). Источники говорят, что причиной его смерти был массивный сердечный приступ во сне, но официального подтверждения пока этому нет.

### Возрождение группы (с 2022)
13 июля 2022 года Billboard.com сообщил, что Браун и Ансельмо воссоединятся для проведения гастролей Pantera по Северной Америке в 2023 году. Также стало известно, что они подписали контракт с Artist Group International, чтобы провести первое турне группы за 21 год. К новому составу присоединятся гитарист Закк Уайлд и барабанщик «Anthrax» Чарли Бенанте.

## Влияние и тенденции
За время своей карьеры участники Pantera стали известны склонностью к грандиозным вечеринкам: в честь группы даже вышел официальный напиток, названный «Black Tooth Grin».
Участники Pantera особенно гордятся тем, что на протяжении всей карьеры они ни разу не «продались», то есть ни разу не выпустили коммерческий или просто навеянный модными тенденциями альбом. В частности, это освещается в альбоме The Great Southern Trendkill. На официальном сайте группы Ансельмо изложил это своими словами:
«Мы пережили все направления: хэви-метал, гранж, фанк-метал, рэп-метал, но мы всё ещё здесь. Мы всем дали понять, что мы не занимаемся хернёй. Наши фанаты знают, что мы преданы нашей музыке до мозга костей.»
Песня «We’ll Grind That Axe For a Long Time» из альбома Reinventing the Steel как раз и является примером такой преданности, как выразился сам Ансельмо: «Вот — наш девиз».
Помимо своих трэш-металических корней, участники группы называли пионеров хеви-метала Black Sabbath как одну из своих любимых групп. За свою карьеру группа записала три кавера на их песни: «Planet Caravan», «Electric Funeral» и «Hole in the Sky» (была включена в сборник The Best of Pantera: Far Beyond the Great Southern Cowboys' Vulgar Hits!). Влияние Black Sabbath на группу также проявляется в тексте песни «Goddamn Electric»: «Ты веришь в виски, траву и Black Sabbath». Также в этой песне упоминается трэш-метал-группа Slayer.
Группа также оказала особое влияние на развитие ню-метала, металкора и на нескольких других направлений. Их также называют одними из пионеров NWOAHM. PopMatters утверждает, что «влияние Даррелла Эбботта на весь жанр хэви-метала огромно; после таких метал-альбомов Pantera как „Cowboys From Hell“ и „Vulgar Display of Power“, каждая известная молодая американская метал-группа с тех пор, так или иначе, начала подражать этой группе и копировала свой музыкальный стиль с этих записей: Korn, Limp Bizkit, Slipknot, Hatebreed, Lamb of God, Shadows Fall … список бесконечен».

## Дискография

### Студийные альбомы
- Metal Magic (1983)
- Projects in the Jungle (1984)
- I Am the Night (1985)
- Power Metal (1988)
- Cowboys From Hell (1990)
- Vulgar Display of Power (1992)
- Far Beyond Driven (1994)
- The Great Southern Trendkill (1996)
- Reinventing the Steel (2000)

## Состав группы

### Текущие участники
- Фил Ансельмо — ведущий вокал (1986—2003, 2022—наст. время)
- Рекс Браун — бас-гитара (1982—1988, 1988, 1988–2003, 2022—наст. время), бэк-вокал (1982—1988, 1988, 1988–1990, 1990–2003, 2022—наст. время)

### Бывшие участники
- Даймбэг Даррелл — гитара, иногда вокал (1981—1988, 1988, 1988–2003; умер в 2004)
- Винни Пол — ударные (1981—1988, 1988, 1988–2003; умер в 2018), бэк-вокал (1982, 1986, 1988, 1995—1996)
- Терри Глейз — ритм-гитара (1981—1982, иногда с 1983–1984)[60], ведущий вокал (1982—1986)
- Донни Харт — ведущий вокал (1981; 1986)[61][62][63][64]
- Томми Д. Брэдфорд — бас-гитара (1981—1982)[61]
- Рик Митиасин — ведущий вокал (1986)[61][21]
- Мэтт Л’Амур — ведущий вокал (1986)[61][20]
- Пол Голдвин — ведущий вокал (1986)
- Дэвид Пикок — ведущий вокал (1986)[61][22]

### Концертные участники
- Марк Феррари[англ.] — гитара, бэк-вокал (1988, 1988)
- Джерри Эбботт[англ.] — клавишные (1988)
- Закк Уайлд — гитара, бэк-вокал (2022—наст. время)
- Чарли Бенанте — ударные (2022—наст. время)